# Auteuil (Parijs)
Auteuil is een voormalige Franse plaats en gemeente, die sinds 1860 deel uitmaakt van Parijs. Het Quartier d'Auteuil is de 61e wijk van Parijs, in het 16e arrondissement, tussen het Bois de Boulogne en de Seine.

## Oude geschiedenis
In 1109 werd de Abt van Sainte-Geneviève landheer over Auteuil. Deze heerschappij duurde tot de Franse Revolutie. In 1255 werd de koninklijke abdij van Longchamp gesticht door Isabella de Zalige (zuster van Lodewijk IX) in de parochie Auteuil. In de 16e eeuw was Raoul Moreau, thesaurier van koning Hendrik II, Heer van Auteuil, Thoiry en Grosbois.

## Geschiedenis als zelfstandige gemeente
In 1790, tijdens de Franse Revolutie, werd de heerlijkheid Auteuil een zelfstandige gemeente. In de 19e eeuw was Auteuil vermaard om haar mineraalwater en haar instituut voor hydrotherapie. Door haar bekoorlijke ligging lieten veel beroemdheden er landhuizen bouwen.

In de periode 1841-1844 sneed de aanleg van de fortengordel van Thiers het grondgebied van Auteuil in tweeën.
Op 1 januari 1860 werd de gemeente Auteuil opgeheven. Haar grondgebied werd als volgt opgedeeld:
- het deel binnen de fortengordel (het belangrijkste deel) werd aan Parijs toegevoegd, en werd een wijk binnen het 16e arrondissement
- het deel buiten de fortengordel werd toegevoegd aan Boulogne-Billancourt.

## Bezienswaardigheden

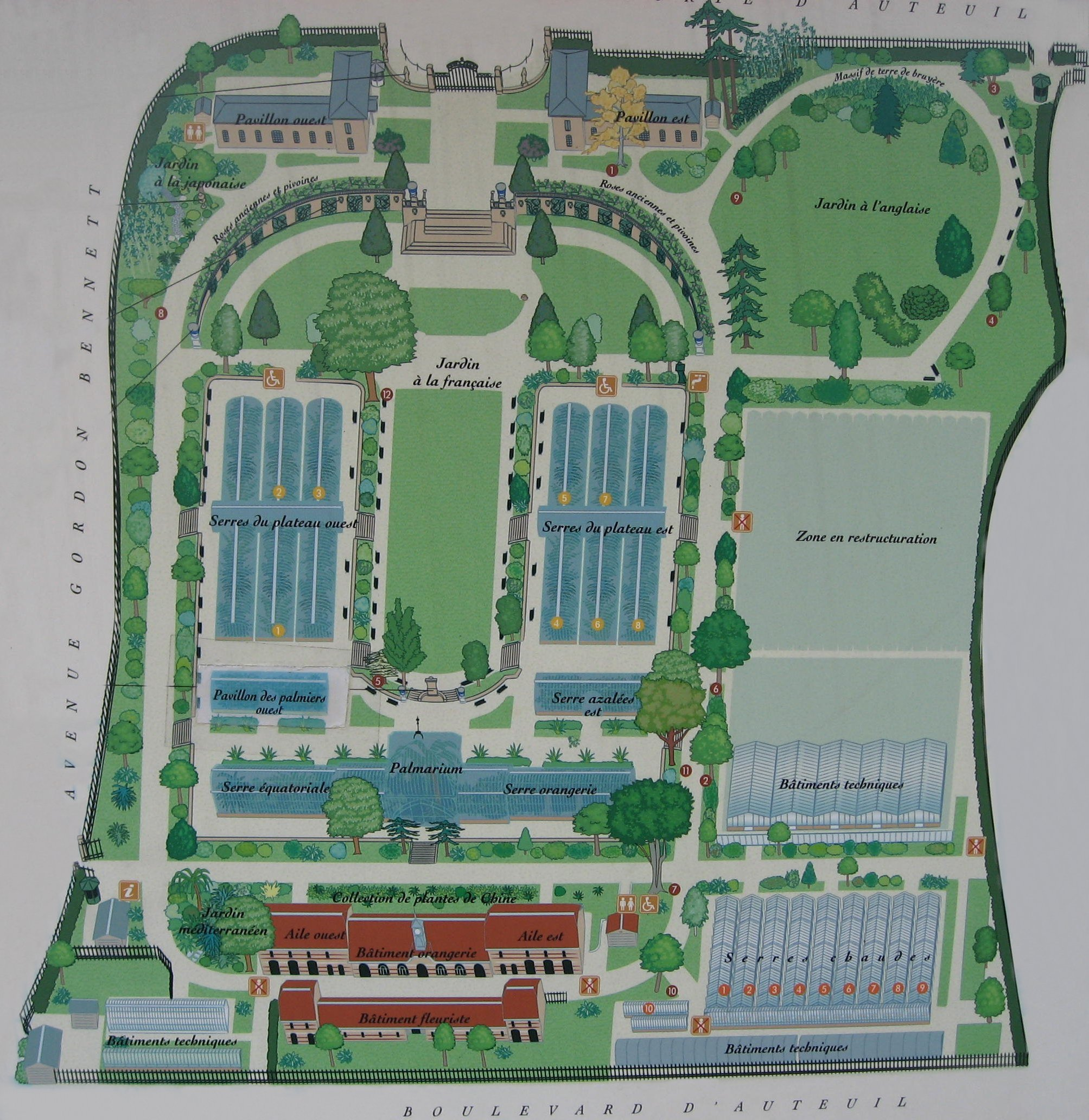
Botanische tuin
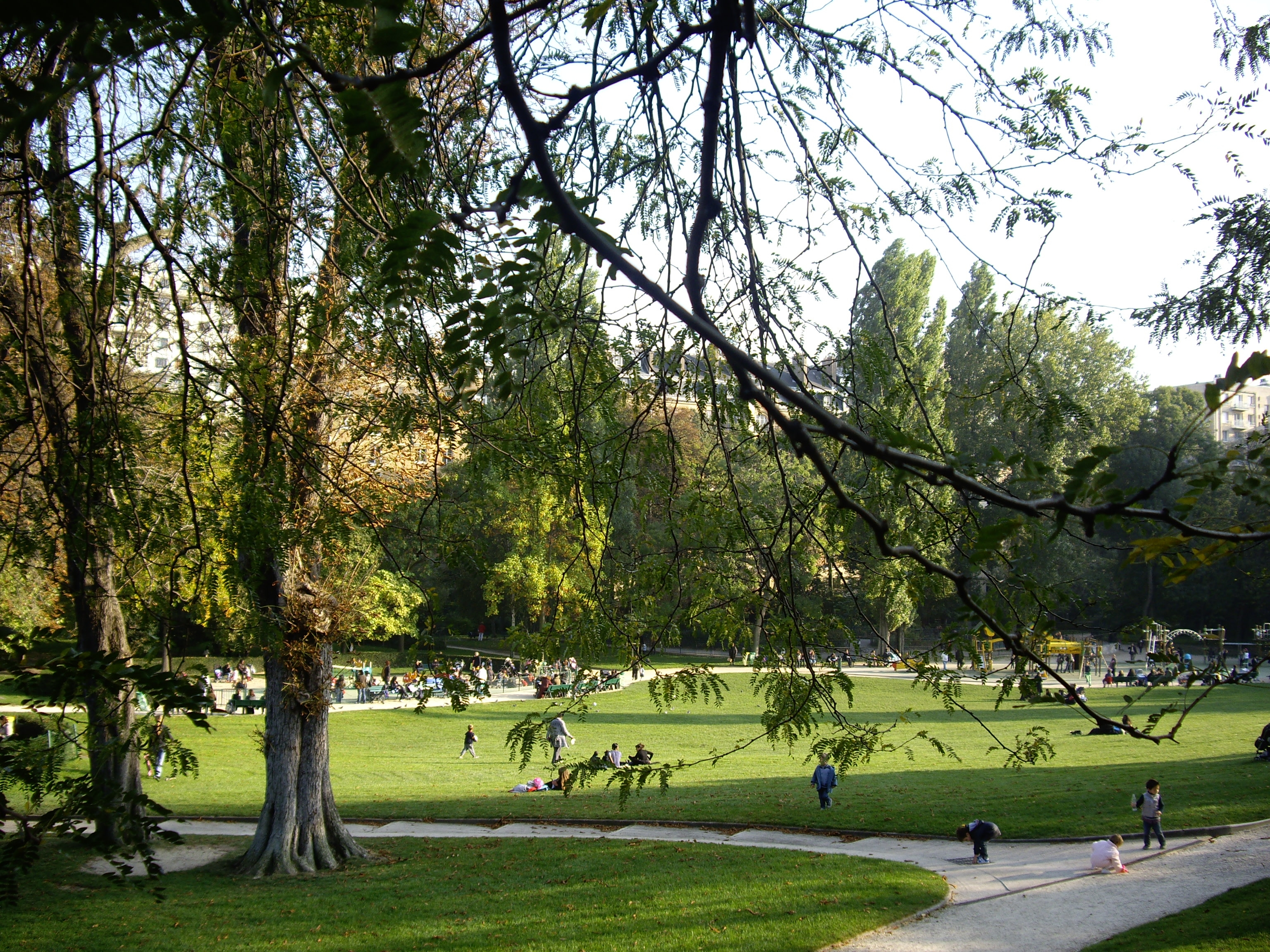
Park Sainte-Périne

## Bekende inwoners van Auteuil

### Geboren
- Marcel Proust (1871-1922), schrijver

### Overleden
- Anne-Catherine de Ligniville Helvétius (1722-1800), salonnière
- Benjamin Thompson (1753-1814), graaf van Rumford, Amerikaans uitvinder en natuurkundige

### Woonachtig (geweest)
De volgende persoonlijkheden hebben in Auteuil gewoond vóór de samenvoeging met Paris in 1860:
- Molière (1622-1673), toneelschrijver en acteur
- Nicolas Boileau-Despréaux (1636-1711), schrijver en dichter
- Benjamin Franklin (1705/6-1790), Amerikaans politicus en wetenschapper
- Jean-Baptiste de La Chapelle (1710-1792), wiskundige en uitvinder
- Nicolas de Condorcet (1743-1794), filosoof, wiskundige en politicus
- Adrien-Marie Legendre (1752-1833), wiskundige

## Weetje
- In 1890 is Theo van Gogh, broer van de beroemde kunstschilder, wegens depressie korte tijd opgenomen geweest in een gesticht in Auteuil.

- Gemeinsame Normdatei: 4128607-8
- Library of Congress Control Number: n2001037908
- Nationale Bibliotheek van Israël: 987007491850605171
- Virtual International Authority File: 134549148
- WorldCat: E39PBJwxJg3wpGfvDQYWvYj6Kd